# Green Sally Up
Green Sally Up ist ein traditionelles afroamerikanisches Kinderlied. Es ist mit einem Klatschspiel verbunden. 

## Text
Das Musikarchiv von Alan Lomax verzeichnet zwei Textfassungen:
- Erste Fassung: Green Sally up, Green Sally down, Lift and squat, gotta tear the ground. (…)
- Zweite Fassung: Green Sally up, Green Sally down, Green Sally bake her possum brown. (…)

Der Electronica-Musiker Moby verwendete für sein Album Play (1999) Feldaufnahmen, die Lomax in den amerikanischen Südstaaten gemacht hatte, darunter Green Sally Up in der ersten Fassung für den Titel Flower.